# Land- und Stadtgericht Danzig
Das Land- und Stadtgericht Danzig war von 1814 bis 1849 ein preußisches Land- und Stadtgericht mit Sitz in Danzig.

## Geschichte
In Danzig bestand bis 1807 das Stadtgericht Danzig. Benachbart bestand das Land- und Stadtgericht Oliva. Es gehörte zum Sprengel der Westpreußischen Regierung. Mit dem Frieden von Tilsit endete 1807 der Vierte Koalitionskrieg mit desaströsen Folgen für Preußen. Danzig wurde als Republik Danzig aus Preußen herausgelöst. Der Sprengel des Land- und Stadtgerichts Oliva war teilweise bei Preußen geblieben und teilweise der Republik Danzig zugeordnet worden. Es wurde daher aufgehoben und sein Sprengel auf benachbarte Gerichte verteilt.
Nach der Völkerschlacht bei Leipzig brach die französische Herrschaft 1813 zusammen und die Republik Danzig wurde durch preußische Truppen besetzt und in der Folge durch den Wiener Kongress aufgelöst. Zurück in Preußen wurde in Danzig ein Land- und Stadtgericht Danzig eingerichtet. Es war nun ein Gericht 1. Klasse im Sprengel des Oberlandesgerichts Marienwerder. Das Land- und Stadtgerichts Oliva wurde nicht wieder gebildet.
Der Gerichtsbezirk des Land- und Stadtgerichts Danzig umfasste 1837 die Stadt Danzig mit Vorstädten mit 56.257 Gerichtseingesessenen und 149 Ortschaften mit 40.608 Gerichtseingesessenen (zusammen also 96.865 Gerichtseingesessene). Am Gericht waren ein Direktor, 13 Richter und 41 weitere Mitarbeiter beschäftigt.
Nach der Märzrevolution wurden 1849 einheitlich Kreisgerichte gebildet. In Danzig entstand das Stadt- und Kreisgericht Danzig.